# ジュリー・バーグマン
ジュリー・バーグマン（Julie Bargmann、1958年 - ）は、アメリカ合衆国でブラウンフィールドの再生に取り組むランドスケープデザイナー。バージニア大学に所属し、通称 "スラグの女王"。繰り返し再生される荒廃した風景に焦点を当て取り組んでいる。

## 人物
1980年代にハーバード大学デザイン大学院で、彼女はデザイナーの「デザイン活動家」という考え方を、そこで主要な助言者としてマーサ・シュワルツ、ピーター・ウォーカー、ローリー・オーリンに教わり、マイケル・バン・ボールクンバーグなど、革新的なランドスケープアーキテクトに師事。師と共同で、フォードリバールージュ工場に緑の屋根のような高プロファイルのプロジェクトに取り組み、ウィリアムマクド＆アソシエイツとは、ニューヨークのハイラインパークに取り組んできた。  彼女はまた、現代のアーティストが風景を思い描く方法に影響を与えた。 
元はカーネギーメロン大学で彫刻専攻し、彼女はオブジェクトとガラス繊維、ラテックス、ロープなどの産業資材から彫刻を作ったエヴァ・ヘッセの作品に魅了される。ハーバード大学では、環境アーティスト、ロバート・スミッソンの作品のインスピレーションの主な供給源となったという。 
彼女はその後ローマのアメリカン・アカデミー、現代のアースワークのアーティストとエトルリア人との間の接続に焦点を当てた研究でフェローシップを授与された。彼らは紀元前800年のアースワークのアーティストでしたと解説する。
教育者としての彼女の役割は全てこの視点からのである。彼女は三年間ミネソタ大学での教育の後、1996年からバージニア大学の建築学科での教育に参加。
学際的な大学院の学生らは、サイトフォレンジックの現実の研究プロジェクトに従事することになる。劣化した風景が取り残されていないよう、場所の可能性を探る事は非常に情熱的な事だとしている。
現在はダートスタジオ、シャーロッツビルにある小さなデザイン事務所で自身と同僚の創立者らで、現在米国全体での回生景観プロジェクトに従事している。
この取り組みを政府機関と協力してからの現在の焦点は、公務員に回生景観についての
気構えを取得させること、自らは大義のためにはっきり黒子の役割に徹し相互に排他的ではないこと、そして人々が都市の健康と生産性の共存ができることを確認するために従事していきたいとしている。